# Aron Tunong
Aron Tunong is een bestuurslaag in het regentschap Aceh Barat van de provincie Atjeh, Indonesië. Aron Tunong telt 283 inwoners (volkstelling 2010).